# Hersiliola eltigani
Espèce
Hersiliola eltigani est une espèce d'araignées aranéomorphes de la famille des Hersiliidae.

## Distribution
Cette espèce est endémique du Soudan.

## Publication originale
- El-Hennawy, 2010 : Hersiliidae of Sudan (Araneida: Hersiliidae). Serket, vol. 12, no 1, p. 23-31.